# Kristina Novítskaya
Kristina Novítskaya –en ruso, Кристина Новицкая– (22 de septiembre de 1999) es una deportista rusa que compite en halterofilia. Ganó una medalla de bronce en el Campeonato Europeo de Halterofilia de 2019, en la categoría de 55 kg.

## Palmarés internacional
| Campeonato Europeo | Campeonato Europeo | Campeonato Europeo | Campeonato Europeo |
| Año                | Lugar              | Medalla            | Categoría          |
| ------------------ | ------------------ | ------------------ | ------------------ |
| 2019               | Batumi (Georgia)   | Medalla de bronce  | 55 kg              |